# Trialeurodes perakensis
Trialeurodes perakensis là một loài côn trùng cánh nửa trong họ Aleyrodidae, phân họ Aleyrodinae.
Trialeurodes perakensis được Corbett miêu tả khoa học đầu tiên năm 1935.